# 马斯克林骨顶鸡
马斯克林骨顶鸡（Fulica newtonii）是馬斯克林群島中毛里裘斯及留尼旺一種已滅絕的骨顶鸡属物种。在毛里裘斯曾發現马斯克林骨顶鸡的亞化石骨頭，而以往只曾假設在留尼旺有牠們的蹤跡，但最近亦發現了一些遺骸。毛里裘斯的早期報告都認為马斯克林骨顶鸡是紅冠水雞，但在牠們滅絕後卻發現牠們只在島上繁衍。
马斯克林骨顶鸡是一種大型鳥類，只有有限的飛行能力。故在受到威脅時，牠們很多時都會潛水來逃走而多於飛行。牠們能夠輕鬆的橫渡群島。牠們像較大隻的骨頂雞，長約45厘米。牠們很有可能是演化自红瘤白骨顶，但為何牠們沒有那明顯的紅冠則不詳，或可能只是在描述中沒有提及。

## 滅絕
雖然马斯克林骨顶鸡的味道不佳，但於1667年，就已經有指牠們在留尼旺被過度獵殺。在毛里裘斯，於1693年的紀錄中就指牠們已經很稀少。除了獵殺外，因殖民而令棲息地減少亦是牠們滅絕的原因。